# Södermanlands runinskrifter 305
Runinskrift Sö 305 är en runsten som står i Uttran i Botkyrka kommun, längs K.P. Arnoldsons väg, mellan Uttrans station och Uttrans sjukhus.

## Stenen
Stenen är av grå granit, 2,7 meter hög, 1,6 meter bred och 0,3 meter tjock, med 9–11 centimeter höga och 0,5 cm djupa runor. På dess nedre del finns en spricka som är lagad med cement. Den ska ha flyttats till sin nuvarande plats på 1920-talet, efter att tidigare ha stått rest på grusåsen bakom Uttrans sjukhus, intill den gamla vägen mellan Tumba och Salem.

## Inskrift
Inskriptionen är vänd åt syd-sydväst och lyder i translitterering:
× sibi auk × tiarui × litu × raisa stain × þinsa × iftiR × þorkil × faþur sin
På normaliserad runsvenska:
Sibbi ok Tiarvi letu ræisa stæin þennsa æftiR Þorkel, faður sinn.
I översättning till modern svenska:
"Sibbe och Tjarve läto resa denna sten efter Torkel, sin fader."

### Fotnoter
1. 1 2  Samnordisk runtextdatabas, Sö 305.